# HD 7229
HD 7229，又名BD+29 195，SAO 74561、HR 356，是一颗恒星，视星等为6.19，位于銀經128.47，銀緯-32.58，其B1900.0坐标为赤經1h 7m 28.8s，赤緯+29° -32.58′ 3″。